# Ligne 27 (Infrabel)
Pour les articles homonymes, voir Ligne 27.
La ligne 27 ou ligne de Bruxelles-Nord à Anvers-Central, est une ligne ferroviaire belge. Longue de 44,8 km de long elle relie Bruxelles à Anvers en doublant en parallèle la ligne 25.

## Historique

### Genèse
Cette ligne, dévolue aux trains de marchandises et aux trains omnibus, a été construite au début du XXe siècle en tant que complément à l'ancienne ligne Bruxelles-Anvers qui était surchargée. Elle est déclarée d'utilité publique en 1894.

### Construction

#### Première section
La section de Schaerbeek à Malines est mise en service le 15 mai 1908 par les Chemins de fer de l'État belge, simultanément avec la ligne 27B, de Weerde à Muizen. Un prolongement vers Anvers-Central et les Pays-Bas était prévu mais ne sera réalisé qu'après la Grande Guerre.
Elle prolonge la ligne de Malines à Wilrijk et Anvers-Sud, actuelle ligne 25A mise en service de 1894 à 1907. Cette dernière connut pas le succès escompté et fut fermée et démontée par sections entre 1931 et 1970.
À la même époque la ligne de contournement d'Anvers (actuelle section de la ligne 12) est complètement reconstruite et mise à quatre voies. À Bruxelles, commence la construction d'une nouvelle ligne (actuelle ligne 26) qui doit permettre aux trains de marchandises venant d'Anvers de contourner la ville. Sa construction fut stoppée net par la Première Guerre mondiale.

#### Prolongement vers Anvers
La ligne vers Anvers-Sud ne donnant pas satisfaction, une nouvelle section de la ligne 27 est mise en chantier en direction de Mortsel et Anvers. Elle est finalement inaugurée par la SNCB en 1933.
Lors des travaux de construction de la ligne 27, les sections parallèles de la ligne 25 furent également remaniées (suppression de passages à niveau, tracé rectifié et nouveaux ouvrages d'art). Dès 1907, la ligne 27 est une ligne très moderne, dotée de sauts-de-mouton et dépourvue de passages à niveau.

### Électrification
En 1935, la SNCB électrifie la ligne 25, uniquement pour le service des voyageurs. Il s'agit de la première ligne électrifiée de la SNCB.
À la fin des années 1930, les résultats de l'électrification étant très encourageants, les travaux démarrent pour électrifier la ligne 27, ainsi que la ligne 26 (entre Haren et Linkebeek) et la ligne 124, de Bruxelles à Charleroi. Cette fois-ci, l'électrification concernera aussi les trains de marchandises et les trains omnibus.
La Seconde Guerre mondiale interrompit les travaux. Les lignes 26, 27 et 124 sont finalement mises sous tension de 1949 à 1950, peu avant l'achèvement de la Jonction nord-midi.
Le succès de cette électrification, d'une ampleur beaucoup plus grande que celle de la ligne 25, entraîna la généralisation de la traction électrique en Belgique. À partir de 1954, la plupart des lignes principales sont électrifiées.

### Reconstruction
À la fin du XXe siècle, les installations des lignes 25 et 27 ayant beaucoup vieilli et ne permettant pas de circuler à des vitesses très élevées, la SNCB entame des travaux de reconstruction intégrales des lignes 25 et 27.
Les travaux prennent fin dans les années 2010.